# Ahmad al-Badawi
Ahmad al-Badawī  (teljes nevén Sayyid Ahmad al-Badawī (arabul أحمد البدوي ) (Fez, Marokko i.sz. 1200 körül – Tanta, Egyiptom 1276) a legnagyobb egyiptomi muszlim szufi szerzetesrendnek, a Tariqa Ahmadiayya-nak az alapítója. Nevében az „al-Badawi” jelentése „a beduin”. A nyolcgyermekes család legfiatalabb gyermeke volt. A mekkai zarándoklatra még gyermekként 1206-ban indult el és négyévi utazás után 1211-ben érkezett Mekkába, ahol apja meghalt. Ahmad Mekkában maradt és viselkedésével „a dühöngő” elnevezésre tett szert. A Korán és a Saria tanulmányozása hatására változott meg 1230 körül. 1236-ban legidősebb fivérével már mint Ahmad sejk Irakba vándorolt és ott több misztikus, többek között Haladsch sírját is meglátogatta. Visszatérve Egyiptomba, Tantában telepedett le.
Az egyiptomi iszlám hierológia legelőkelőbb személyének tartják és szentként tisztelik. Sírja a Nílus deltában található Tanta városában van, ahová a muszlim hívők évente három alkalommal is elzarándokolnak.  A hagyomány szerint óriási testi erővel rendelkezett, mindig elfátyolozva járt – hasonlóan a beduinokhoz, amiért a melléknevet kapta - és sok csodát beszélnek róla. A monda szól arról is, hogy arcának megpillantása a kíváncsiskodó ember  halálát okozta. A hívők hite szerint a tantai szent sírhoz zarándoklás orvosolja a meddő nők bánatát.
Goldziher Ignác leírása szerint a vallási ünnepek Tantában, az óegyiptomi Bubasztiszban tartott ünnepek átvétele az iszlámba, melyek utolsó napján a rendhez tartozó dervisek egy szamarat vezettek a szent sírt magába foglaló mecsethez, ahová az állat magától lépett be. A tömeg ekkor az állat szőrét kitépve az állatot lekopaszította, mert a szamár szőrét a hívők szent és szerencsehozó amulettnek tartották és életük végéig őrizték. Az európai népek a középkorban hasonlóan hittek a felakasztott bűnösök hajszálaiban.